# Баргальї
Баргальї, Барґальї (італ. Bargagli, ліг. Bargaggi) — муніципалітет в Італії, у регіоні Лігурія, метрополійне місто Генуя.
Баргальї розташоване на відстані близько 400 км на північний захід від Рима, 13 км на схід від Генуї.
Населення — 2738 осіб (2014).

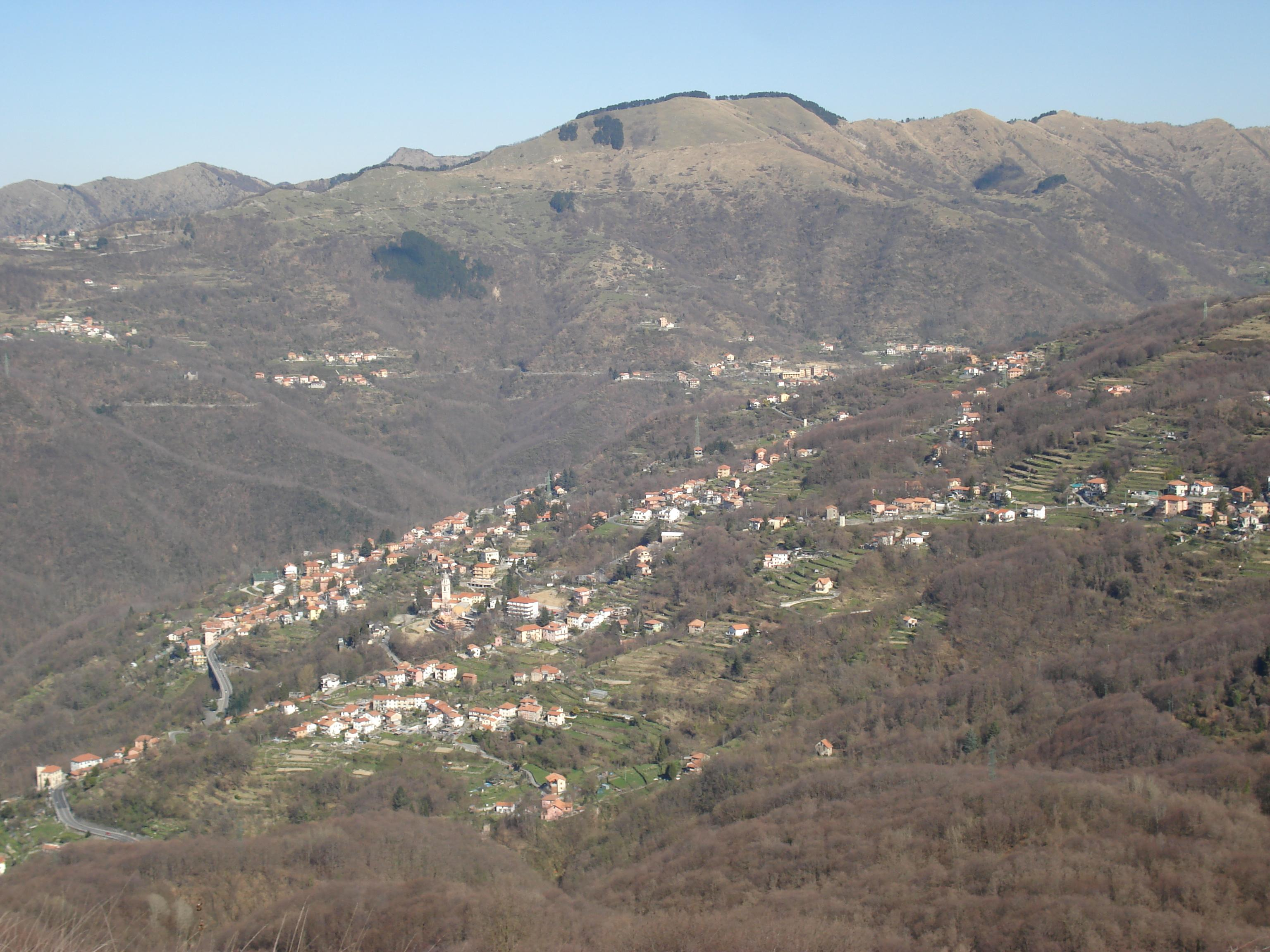

Щорічний фестиваль відбувається 15 серпня. Покровитель — Assunzione della Vergine Maria.

## Демографія
Населення за роками:

Станом на 1 січня 2023 року в муніципалітеті офіційно проживало 106 іноземців з 27 країн, серед них 20 громадян країн Євросоюзу та 4 громадяни України.

## Сусідні муніципалітети
- Даванья
- Генуя
- Лумарцо
- Сорі